# Югонька
Югонька — река в России, на Кольском полуострове, протекает по территории Ловозерского района Мурманской области. Длина реки — 59 км, площадь водосборного бассейна — 506 км².
Начинается среди заболоченной тундры восточнее слияния рек Западная- и Восточная Лебяжья. Течёт в верховьях в юго-восточном направлении, затем — на восток и снова на юго-восток через берёзово-еловый лес. Устье реки находится в 114 км по левому берегу реки Поной на высоте 125,8 метра над уровне моря. Рядом с устьем расположено село Каневка.
Ширина реки в верховьях — 6 метров при глубине 0,5 м, в среднем — 30 и 0,6 м соответственно, в низовьях — 45 и 1,2 м. Скорость течения воды 0,5 м/с. В нижнем и среднем течении порожиста.
Основные притоки — Сарай-Шор (лв), Кальпетры-Чумовой (лв), Быстрый (лв), Вересовый (пр, в 27 км от устья), Могильная Развила (лв, в 42 км от устья).

## Данные водного реестра
По данным государственного водного реестра России относится к Баренцево-Беломорскому бассейновому округу, водохозяйственный участок реки — река Поной. Речной бассейн реки — бассейны рек Кольского полуострова и Карелии, впадает в Белое море.
Код водного объекта — 02020000112101000006565.